# Солонцовское сельское поселение (Волгоградская область)
Солонцо́вское се́льское поселе́ние — муниципальное образование (сельское поселение) в составе Алексеевского района Волгоградской области.
Административный центр — хутор Солонцовский.
Глава Алексеевского сельского поселения — Моисеенко Галина Федоровна.

## География
Поселение расположено на юго-востоке Алексеевского района.
Граничит:
- на северо-западе — с Ларинским сельским поселением
- на северо-востоке — с Краснооктябрьским сельским поселением
- на востоке — с Шарашенским сельским поселением
- на юге — с Кумылженским районом
- на юго-западе — с Аржановским сельским поселением
- на западе — с Усть-Бузулукским сельским поселением

По территории поселения протекает Хопёр.

## Население
| 2002 | 2010 | 2012 | 2013 | 2014 | 2015 | 2016 |
| ---- | ---- | ---- | ---- | ---- | ---- | ---- |
| 700  | ↘657 | ↘653 | ↘641 | ↘619 | ↗627 | ↘624 |
| 2017 | 2018 | 2019 | 2020 | 2021 |      |      |
| ↘622 | ↘597 | ↘586 | ↘571 | ↘546 |      |      |

## Административное деление
Код ОКАТО — 18 202 836 000
Код ОКТМО — 18 602 436
На территории поселения находятся 4 хутора.
| Название     | ОКАТО          | Тип населённого пункта        | Население, тыс. чел |
| ------------ | -------------- | ----------------------------- | ------------------- |
| Солонцовский | 18 202 836 001 | хутор, административный центр | 560                 |
| Красинский   | 18 202 836 002 | хутор                         | 42                  |
| Ольховский   | 18 202 836 003 | хутор                         | 0                   |
| Яминский     | 18 202 836 004 | хутор                         | 55                  |

## Власть
В соответствии с Законом Волгоградской области от 18 ноября 2005 года № 1120-ОД «Об установлении наименований органов местного самоуправления в Волгоградской области», в Солонцовском сельском поселении установлена следующая система и наименования органов местного самоуправления:
- Дума Солонцовского сельского поселения (11 октября 2009 года избран второй созыв)
численность (первого созыва) — 8 депутатов[15]
избирательная система — мажоритарная, один многомандатный избирательный округ.
- Глава Солонцовского сельского поселения — Моисеенко Галина Федоровна (избран 11 октября 2009 года)[3]
- Администрация Солонцовского сельского поселения